# Ptyodactylus
Genre
Ptyodactylus est un genre de geckos de la famille des Phyllodactylidae.

## Répartition
Les espèces de ce genre se rencontrent en Afrique du Nord et au Moyen-Orient.

## Description
Bien que nocturnes, les espèces de ce genre se rencontrent fréquemment le jour. Ce sont également des espèces qui supportent bien le froid, et peuvent même parfois sortir sous la neige, selon les espèces.

## Liste des espèces
Selon The Reptile Database (9 novembre 2017) :
- Ptyodactylus ananjevae Nazarov, Melnikov & Melnikova, 2013
- Ptyodactylus dhofarensis Nazarov, Melnikov & Melnikova, 2013
- Ptyodactylus guttatus Heyden, 1827
- Ptyodactylus hasselquistii (Donndorff, 1798)
- Ptyodactylus homolepis Blanford, 1876
- Ptyodactylus orlovi Nazarov, Melnikov & Melnikova, 2013
- Ptyodactylus oudrii Lataste, 1880
- Ptyodactylus puiseuxi Boutan, 1893
- Ptyodactylus ragazzii Anderson, 1898
- Ptyodactylus ruusaljibalicus Simó-Riubaldas, Metallinou, Pous, Els, Jayasinghe, Péntek-Zakar, Wilms, Al-Saadi & Carranza, 2017

## Étymologie
Le nom Ptyodactylus signifie aux doigts en éventail, en référence aux extrémités des doigts qui vont en s'élargissant.

## Publication originale
- Oken, 1817 : Isis oder Encyclopadische Zeitung. vol. 1 (texte intégral).